# حرب السكاكين
حرب السكاكين (الفرنسية: Guerre des couteaux)، والمعروفة أيضًا باسم حرب الجنوب ، هي حربًا أهلية في الفترة من يونيو 1799 إلى يوليو 1800 بين احدي قادة الثورة في هايتي (توسان لوفرتور)، وكان يسيطر على شمال سانت دومينغ (هايتي الحديثة)، وخصمه اندريه ريجود، والذي كان يسيطر على الجنوب،  حيث قاتل كل من لوفرتور وريجود من أجل السيطرة على مستعمرة سان دومينغ الفرنسية، وجاء صراعهم ذلك بعد نجاحهم في طرد القوات البريطانية من المستعمرة كجزء من الثورة الهايتية وأسفرت الحرب عن نجاح توسان في السيطرة على كامل سان دومينغو، بينما فر ريجود إلى المنفى.

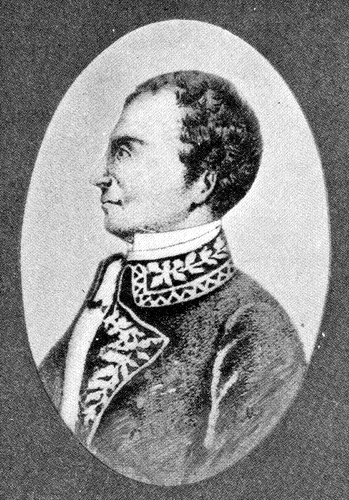
أندريه ريجود

## ثورة مبكرة
بدأت الثورة الهايتية في عام 1791، عندما ثار العبيد السود في مستعمرة سانت دومينغو الكاريبية ضد الفرنسيين خلال الثورة الفرنسية لكي يبرز توسان كزعيم للعبيد المتمردين في شمال سانت دومينغ، ويعمل في المناطق المحيطة بميناء لو كاب فرانسيس، وفي الوقت نفسه، برز ريجود كقائد للمتمردين البيض علي الحكم الفرنسي والذين كانوا متمركزين في جنوب سانت دومينغو، حيث كان لهم وجود كبير حول ميناء ليه كاي. 
وفي مايو 1792، شكل مفوضو الحزب الجمهوري الفرنسي في سان دومينغو تحالفًا مع ريجود، مما سمح له بالتقدم مع قواته إلى العاصمة بورت أو برنس وحل حكومة المدينة من المزارعين البيض، وفي أغسطس 1793، أعلن المفوض الجديد سونثوناكس الحرية لجميع العبيد في سان دومينغ، ومن ثم نجح سونثوناكس في إقناع توسان بالانضمام إلى الجانب الجمهوري الفرنسي من النزاع لكي يصبح توسان وريجود حلفاء بحلول عام 1794.  وفي أوائل عام 1795، رقي المؤتمر الوطني الفرنسي كلا الرجلين إلى رتبة عميد. 

### توسان يعزز سلطتة
بحلول عام 1798، احتوى توسان وريجوود معاً كل من التهديدات الخارجية والداخلية للمستعمرة وفي أبريل 1798، اتصل القائد البريطاني توماس مايتلاند بتوسان للتفاوض على انسحاب بريطاني، والذي تم في أغسطس.  في أوائل عام 1799، كما تفاوض توسان أيضًا مع الولايات المتحدة، مما سمح للتجار الأمريكيين بالتجارة مع سان دومينغ على الرغم من الحرب شبه المستمرة بين الولايات المتحدة وفرنسا.   زادت هذه التطورات بشكل كبير من قوة توسان وأظهرت ظهوره كحاكم مستقل بحكم الواقع .  ولاحقا سيطر، توسان وريغو بشكل فعال علي كل القوات والأراضي في سانت دومينيك، وعلى الرغم من أن المستعمرة كان لا تزال اسميا تحت إشراف فرنسا.  لكن توسان حكم المنطقة الشمالية للمستعمرة حول لو كاب والمنطقة الغربية حول العاصمة بورت أو برنس. وفي الوقت نفسه، حكم ريجود بشكل مستقل المنطقة الجنوبية حول ليه كاي، على الرغم من أن توسان كان رئيسه رسميا. 

### هيدوفيل يسبب التوتر

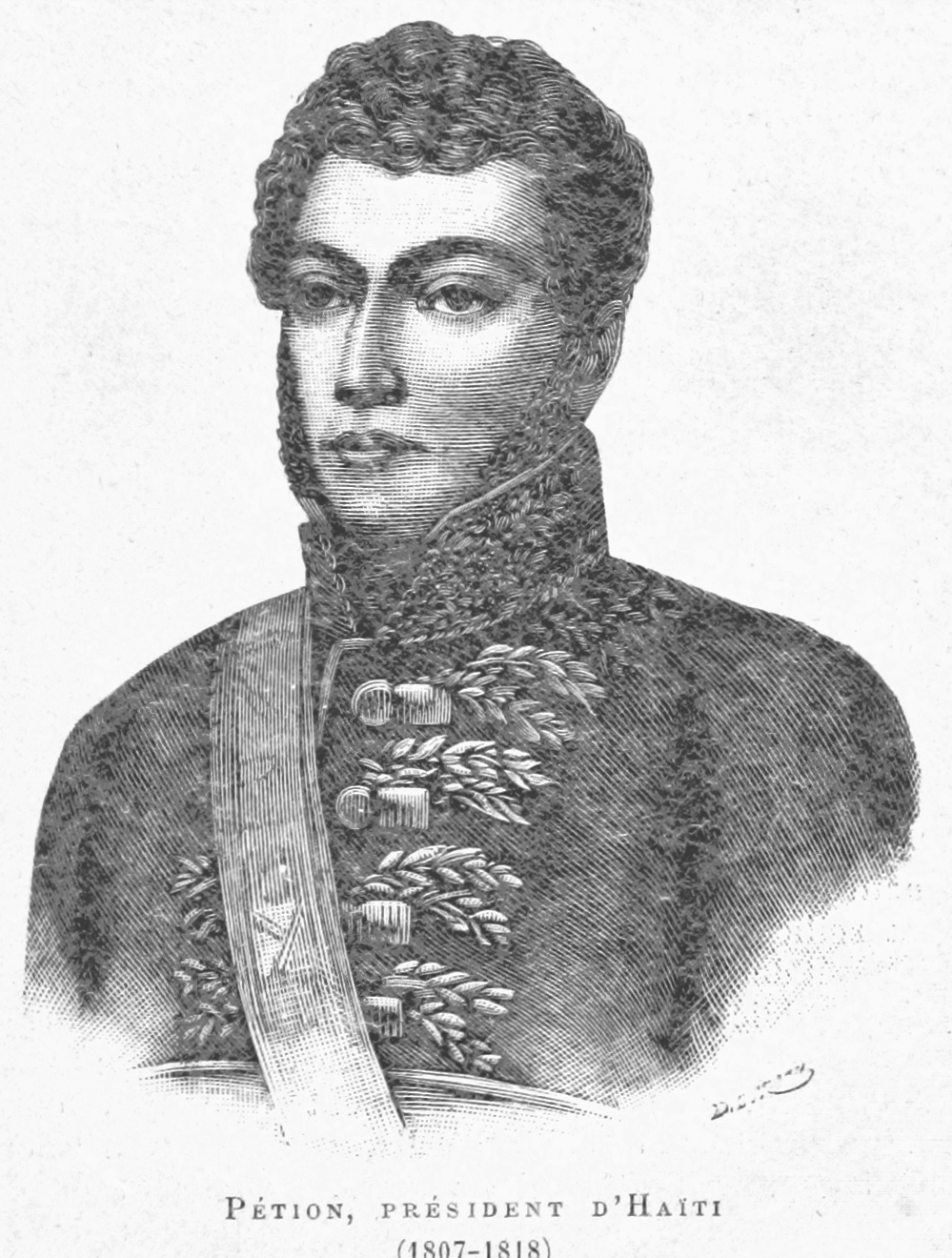
الكسندر بيتيون

في يوليو من عام 1798، سافر توسان وريجوود في عربة معًا من بورت أو برنس إلى لو كاب لمقابلة الممثل الذي وصل مؤخرًا تيودور جوزيف هيدوفيل، الذي أرسله النظام الفرنسي الجديد وخلال رحلة التنقل هذه، توصل توسان وريجود إلى اتفاق تعاون لمنع تدخل هيدوفيل، ومع ذلك، سرعان ما تلاشت تلك الجهود، حيث قام هيدوفيل عمداً بالعمل لصالح ريجود علي حساب توسان، في محاولة لزرع التوتر بين الزعيمين. وفي خطاب موجه إلى ريجود، انتقد هيدوفيل «غدر الجنرال توسان لوفرتور» ودعا ريجود إلى «تولي قيادة حكومة الجنوب».  وفي النهاية هرب هيدوفيل من سانت دومينغو، وابحر من لو كاب في أكتوبر 1798 بسبب تهديدات توسان.

## الحرب
وقع الصراع بشكل رئيسي داخل في الجزء الجنوبي من سانت ديمنغو حيث ضرب ريغو أولا وبعد ذبح العديد من البيض في المقاطعة الجنوبية اكي يقوم بتأمين ظهره، وفي 16-18 يونيو 1799، أرسل ريغو 4000 جندي للاستيلاء على المدن الحدودية الجنوبية 
وفي الشمال استجاب توسان بسرعة لسحق الانتفاضات في الشمال، تحت قيادة ضباطه هنري كريستوف وجان جاك ديسالين، حيث نظمت قوات توسان عمليات إعدام واسعة النطاق للمتآمرين المشتبه بهم وفي غضون ذلك، في أغسطس 1799، كتب توسان إلى الرئيس الأمريكي جون آدامز، مقنعًا البحرية الأمريكية بحصار الموانئ التي يسيطر عليها ريغو.  بالنسبة للولايات المتحدة، كانت علاقات ريغو بفرنسا تمثل تهديدًا للتجارة الأمريكية، التي تعرضت للمضايقة من قبل الفرنسيين خلال العامين الماضيين كجزء من شبه الحرب. 

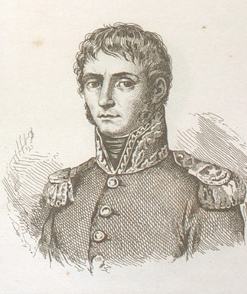
تشارلز لكلرك

بعد تعزيز حكمه في الشمال في أواخر أكتوبر، كان توسان يقوم بالاستعدادات لمهاجمة ريغو في كل جزء من الجنوبواستعدادا لهذا الغزو، امتلك توسان ميزات عددية حيث كان لديه 45,000-50,000 جندي في جيشه، مقارنة مع 15,000 مع ريغو.   وفي أوائل نوفمبر، قاد كريستوف جناحًا واحدًا من الجيش ضد جاكميل، وقاد ديسالين جناحًا آخر لاستعادة غراند وبيتي غوافي.  
بحلول منتصف نوفمبر، توقف هجوم توسان الجنوبي على جاكميل، رمز مقاومة المولاتو وفي أوائل عام 1800 كانت المدينة بدون طعام تقريبًا  وفي ليلة 11 مارس 1800، انسحب بيتيون من المدينة، لكن قوات توسان سيطرو على جيشه المنسحب وقتلت أو أسر مئات الجنود.

## انظر ایضا
- مذبحة هايتي عام 1804